# Mauro Ramos
Mauro Ramos de Oliveira, noto come Mauro Ramos o semplicemente Mauro (Poços de Caldas, 30 agosto 1930 – Poços de Caldas, 18 settembre 2002), è stato un calciatore brasiliano, di ruolo difensore.
Ritenuto da Gianni Brera il miglior libero nella storia del calcio, ha legato la propria carriera al São Paulo e al Santos, totalizzando oltre 800 presenze (con una sola rete, realizzata durante la militanza nel Santos).
Con la Nazionale brasiliana ha collezionato 20 presenze, partecipando al Mondiale 1954 e vincendo le edizioni 1958 e 1962, quest'ultima da capitano.

## Palmarès

### Club

#### Competizioni nazionali
- Campionato paulista: 9

San Paolo: 1948, 1949, 1953, 1957
Santos: 1960, 1961, 1962, 1964, 1965
- Torneo Rio-San Paolo: 4

San Paolo: 1959
Santos: 1963, 1964, 1966
- Taça Brasil: 5

Santos: 1961, 1962, 1963, 1964, 1965

#### Competizioni internazionali
- Coppa Libertadores: 2

Santos: 1962, 1963
- Coppa Intercontinentale: 2

Santos: 1962, 1963
- Recopa Sudamericana: 1

Santos: 1968

### Nazionale
- Coppa America: 1

1949
- Campionato mondiale: 2

1958, 1962
- Copa Roca: 1

1963